# The Sound Above My Hair
The Sound Above My Hair is een nummer van de Duitse raveband Scooter uit 2009. Het is de derde single van hun veertiende studioalbum Under the Radar Over the Top.
Het nummer is gebaseerd op een sample uit Wonderful Life van Black. H.P. Baxxter maakt gebruik van Auto-Tune tijdens zijn vocalen. "The Sound Above My Hair" werd een kleine hit in Scooters thuisland Duitsland, waar het de 38e positie bereikte. Buiten Duitsland werd de plaat geen hit.

## Tracklijst
Cd-single
1. "The Sound Above My Hair" (radioversie) - 3:38
2. "Lucullus" - 4:40

Muziekdownload
1. "The Sound Above My Hair" (radioversie) - 3:38
2. "The Sound Above My Hair" (electro mix) - 7:11
3. "The Sound Above My Hair" (extended mix) - 6:39
4. "Lucullus" - 4:40